# Орта-Аблам

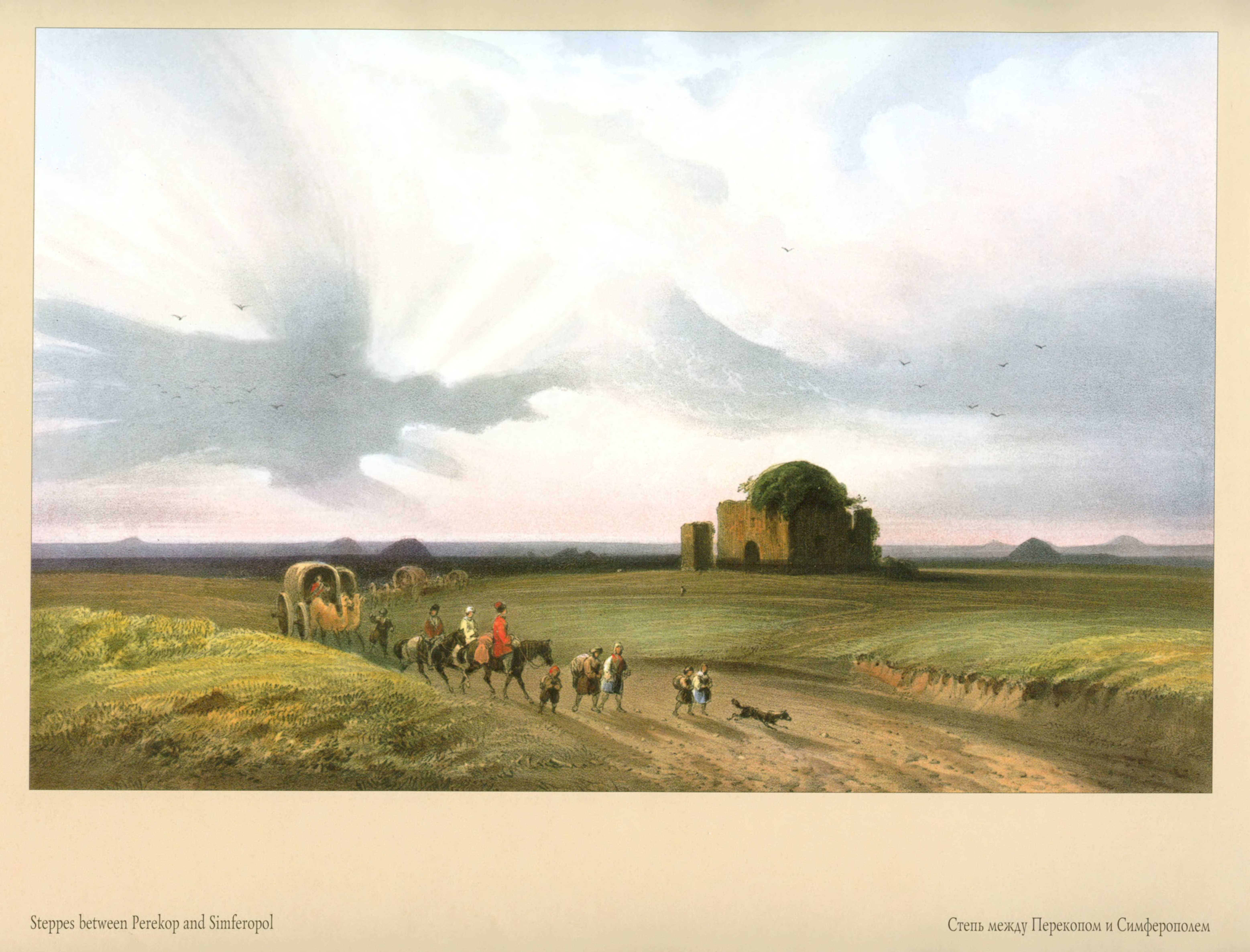
Карло Боссоли. Степь между Перекопом и Симферополем. Руины мечети вблизи селения Орта-Аблам. 1856 год

Орта́-Абла́м (крымскотат. Orta Ablam, Орта Аблам) — исчезнувшее село в Красногвардейском районе (Крым), располагавшееся на юго-западе района, включённое в состав Симоненко, сейчас северо-восточная окраина села.

## История
Первое документальное упоминание села встречается в Камеральном Описании Крыма… 1784 года, судя по которому, в последний период Крымского ханства в Ташлынский кадылык Акмечетского каймаканства входили деревни Аблан и Другой Аблан, но определить, к какому относилось определённое название не представляется возможным. После присоединения Крыма к России (8) 19 апреля 1783 года, (8) 19 февраля 1784 года, именным указом Екатерины II сенату, на территории бывшего Крымского Ханства была образована Таврическая область и деревня была приписана к Евпаторийскому уезду. Упоминается в ордере князя Потёмкина от 14 марта 1787 года об организации путешествия Екатерины II в Тавриду, где одним из пунктов остановки для обеда императрицы обозначен Трёх Абланов. Пётр Паллас, побывавший в селении в 1793 году, упоминает мечеть и медресе. После Павловских реформ, с 1796 по 1802 год, входила в Акмечетский уезд Новороссийской губернии. По новому административному делению, после создания 8 (20) октября 1802 года Таврической губернии, Орта-Аблам был включён в состав Урчукской волости Евпаторийского уезда.
По Ведомости о волостях и селениях, в Евпаторийском уезде с показанием числа дворов и душ… от 19 апреля 1806 года в деревне Орта-Аблам числилось 26 дворов, 159 крымских татар, 13 цыган и 4 ясыров. На военно-топографической карте генерал-майора Мухина 1817 года деревня Орта аблан обозначена с 18 дворами. После реформы волостного деления 1829 года Орта Аблам, согласно «Ведомости о казённых волостях Таврической губернии 1829 года», остался в составе Урчукской волости. На карте 1836 года в деревне 42 дворов, как и на карте 1842 года.
В 1860-х годах, после земской реформы Александра II, деревню приписали к Абузларской волости того же уезда. В «Списке населённых мест Таврической губернии по сведениям 1864 года», составленном по результатам VIII ревизии 1864 года, Орта-Аблам — татарская деревня с 12 дворами, 78 жителями и мечетью при колодцах. По обследованиям профессора А. Н. Козловского 1867 года, вода в колодцах деревни была солоновато-горькая, а их глубина достигала 26—30 саженей (55—63 м). На трехверстовой карте Шуберта 1865—1876 года в деревне обозначено 7 дворов.
Согласно «Памятной книжке Таврической губернии за 1867 год», деревня была покинута жителями в 1860—1864 годах, в результате эмиграции крымских татар, особенно массовой после Крымской войны 1853—1856 годов, в Турцию и вновь заселена татарами. В «Памятной книге Таврической губернии 1889 года» по результатам Х ревизии 1887 года записана Орта-Аблам, с 35 дворами и 170 жителями. Согласно «…Памятной книжке Таврической губернии на 1892 год», в деревне Орта-Аблам, входившей в Биюк-Токсабинский участок, числилось 64 жителя в 13 домохозяйствах.
Земская реформа 1890-х годов в Евпаторийском уезде прошла после 1892 года, в результате Орта-Аблам (записано, как Аблам-Орта) приписали к Кокейской волости. По «…Памятной книжке Таврической губернии на 1900 год» в деревне числилось 83 жителя в 22 дворах, примерно тогда же, согласно Энциклопедическому словарю, в деревне поселились крымские немцы. По Статистическому справочнику Таврической губернии. Ч.II-я. Статистический очерк, выпуск пятый Евпаторийский уезд, 1915 год, в деревне Аблам-Орта Кокейской волости Евпаторийского уезда числилось 3 двора с немецким населением в количестве 42 человек приписных жителей и 6 — «посторонних».
После установления в Крыму Советской власти, по постановлению Крымревкома от 8 января 1921 года была упразднена волостная система и село включили в состав вновь созданного Сарабузского района Симферопольского уезда, а в 1922 году уезды получили название округов. 11 октября 1923 года, согласно постановлению ВЦИК, в административное деление Крымской АССР были внесены изменения, в результате которых был ликвидирован Сарабузский район и образован Симферопольский и село включили в его состав. Согласно Списку населённых пунктов Крымской АССР по Всесоюзной переписи 17 декабря 1926 года, в селе Орта-Аблам, Джума-Абламского сельсовета Симферопольского района, числилось 20 дворов, из них 18 крестьянских, население составляло 49 человек, из них 32 русских, 17 немцев. Постановлением ВЦИК «О реорганизации сети районов Крымской АССР» от 30 октября 1930 года, был создан немецкий национальный (лишённый статуса национального постановлением Оргбюро ЦК КПСС от 20 февраля 1939 года) Биюк-Онларский район и село включили в его состав. Вскоре после начала Великой Отечественной войны, 18 августа 1941 года крымские немцы были выселены, сначала в Ставропольский край, а затем в Сибирь и северный Казахстан. Видимо, опустевшее село после войны решено было не возрождать, а, учитывая, что оно примыкало с северо-востока к Эльгеры-Абламу, включили в его состав, поскольку далее в доступных документах Орта-Аблам не встречается.

### Динамика численности населения
| - 1805 год — 176 чел. - 1864 год — 78 чел. - 1889 год — 170 чел. - 1892 год — 64 чел. | - 1900 год — 83 чел. - 1915 год — 42/6 чел. - 1926 год — 49 чел. |